# 1. Division 1977-1978
L'edizione 1977-78 della Bundesliga vide la vittoria finale dell'Austria Vienna.
Capocannoniere del torneo fu Johann Krankl del Rapid Vienna con 41 reti.

## Classifica finale
|    | Classifica          | G  | V  | N  | P  | GF | GS | Pt |
| -- | ------------------- | -- | -- | -- | -- | -- | -- | -- |
| 1  | Austria Vienna      | 36 | 23 | 10 | 3  | 77 | 34 | 56 |
| 2  | Rapid Vienna        | 36 | 16 | 10 | 10 | 76 | 43 | 42 |
| 3  | FC Wacker Innsbruck | 36 | 15 | 9  | 12 | 49 | 34 | 39 |
| 4  | Sturm Graz          | 36 | 13 | 12 | 11 | 51 | 54 | 38 |
| 5  | VOEST Linz          | 36 | 10 | 13 | 13 | 45 | 49 | 33 |
| 6  | Grazer AK           | 36 | 10 | 13 | 13 | 44 | 49 | 33 |
| 7  | First Vienna FC     | 36 | 12 | 8  | 16 | 34 | 54 | 32 |
| 8  | Wiener Sport-Club   | 36 | 8  | 15 | 13 | 47 | 61 | 31 |
| 9  | Admira Wacker       | 36 | 8  | 12 | 16 | 45 | 67 | 28 |
| 10 | Linzer ASK          | 36 | 9  | 10 | 17 | 35 | 58 | 28 |

## Verdetti
- Austria Vienna Campione d'Austria 1977-78.
- Rapid Vienna e Sturm Graz ammesse alla Coppa UEFA 1978-1979.
- Linzer ASK retrocesso in Erste Liga.